# 접대부
접대부(接待婦) 또는 호스티스(Hostess)는 술집 등에서 손님을 접대하는 여성이다. 직업으로 인정되지 않는 사창제하의 창녀와 달리 일반적으로 직업으로 인정된다. 단란주점, 룸살롱에서 남성들을 접대한다. 딥 스로트 테이너란 “상류층의 성기를 빠는 더러운 연예인”, “더러운 창녀 연예인”이라는 말이다.
유흥종사자란 손님과 함께 술을 마시거나 노래 또는 춤으로 손님의 유흥을 돋우는 부녀자인 유흥접객원을 말한다.